# Курты (династия)
Курты (перс. آل کرت‎), также известные как Картиды — средневековая среднеазиатская династия таджикского происхождения, правившая на территории Хорасана в XIII—XIV веках. Курты изначально были подвластны султану династии Гуридов Гийас ад-Дина Мухаммада, а затем стали вассалами Монгольской империи. При распаде государства Хулагуидов в 1335 году правитель Куртов Муиз ад-Дин Хусейн ибн Гийас пытался расширить свои владения. Смерть Хусейна в 1370 году и вторжение войск Тамерлана в 1381 году поставили крест на амбициях Куртов.

## Вассалы династии Гуридов
Курты ведут свое происхождение от Тадж ад-Дина Османа Маргини, брат которого, Изз ад-Дин Омар Маргини, был визирем султана династии Гуридов Гийас ад-Дина Мухаммада. Основателем династии Картидов был малик Рукн ад-Дин Абу Бакр, который происходил из рода Шансабани из Гура.
Малик Рукн-ад-Дин I женился на принцессе Гуридов, и их сын Шамс ад-Дин Мухаммад стал преемником своего отца в 1245 году.

## Вассалы Монгольской империи
Шамс ад-Дин присоединился к Сали Нойяну, полководцу хана Мунке, во время его похода в Индию в 1246 году. Позднее он посетил хана Мункэ (1248—1257), который передал под его власть Большой Хорасан (современный Афганистан) и земли до Инда. В 1263—1264 годах, покорив Систан, Шамс ад-Дин посетил хана Хулагу, а три года спустя — его преемника хана Абаку, которого он сопровождал в его кампании в Дербент и Баку. В 1276—1277 годах Шамс ад-Дин вновь посетил Абаку, но на этот раз хан сменил благосклонное расположение к Шамс ад-Дину на подозрения. В итоге правитель Куртов был отравлен в январе 1278 года арбузом, когда тот посещал бани в Тебризе. Абака приказал доставить тело Шамс ад-Дина в цепях и похоронить его в Джаме (Хорасан).
Шамс ад-Дина Мухаммада сменил его сын Рукн ад-Дин II, который принял титул малик. К моменту его смерти 3 сентября 1305 года, реальная власть уже находилась в руках его сына Фахр ад-Дина.
Малик Фахр ад-Дин был покровителем литературы, а также чрезвычайно религиозным человеком. Ранее он провел семь лет в тюрьме по приказу отца, Рукн ад-Дина II, пока монгольский эмир Навруз не вступился за него. Когда в 1296 году Навруз поднял восстание, Фахр ад-Дин дал ему убежище, но когда монгольские войска подступили к Герату, он выдал Навруза солдатам Газан-хана. Три года спустя Фахр ад-Дин вступил в конфликт с преемником Газана, Олджейту, который вскоре после своего возвышения в 1306 году послал 10 000 солдат против Герата. Однако Фахр ад-Дин обманул захватчиков: он позволил им занять город, а затем закрыл ворота и перебил их, в том числе командующего, Данишменда-бахадура. Он умер 26 февраля 1307 года, но Герат и Гилян в итоге все-таки были захвачены Олджейту.
Брат Фахр ад-Дина, Гийас ад-Дин стал его преемником после его смерти. Почти сразу Гийас ад-Дин начал ссориться с другим братом, Ала ад-Дином. Для укрепления своей власти Гийас ад-Дин посетил Олджейту, который радушно принял его, и Гийас вернулся в Хорасан в 1307—1308 годах. Продолжавшиеся ссоры с братом заставили Гийаса вновь посетить Олджейту в 1314—1315 годах. Вернувшись в Герат, он обнаружил, что его земли захвачены чагатайским князем Ясауром, а правитель Исфизара, Кутб ад-Дин и население Систана враждебны к нему. Ясаур начал осаду Герата, однако князь был остановлен монгольскими войсками, а в августе 1320 году Гийас ад-Дин совершил паломничество в Мекку, оставив своего сына Шамс ад-Дина Мухаммада ибн Гийас ад-Дина управлять государством. В 1327 году, предавший ильхана Абу Саид Бахадур-хана, эмир Чупан бежал в Герат, где он обратился с просьбой о предоставлении убежища к Гийас ад-Дину, своему старому другу. Гийас ад-Дин первоначально удовлетворил его просьбу, но когда Абу Саид надавил на него и потребовал выдать Чупана, Гийас повиновался. Вскоре Гийас ад-Дин умер, оставив четырёх сыновей: Шамс ад-Дина Мухаммада ибн Гийас ад-Дина, Хафиза ибн Гийас ад-Дина, Муизз ад-Дина Хусейна ибн Гийас ад-Дина и Бакира ибн Гийас ад-Дина.

## Независимое государство
Через четыре года, после восшествия на престол Муизз ад-Дина Хусейна, ильхан Абу Саид Бахадур-хан умер, после чего государство Хулагуидов стало стремительно распадаться. Хусейн заключил союз с Тука-Тимуром, претендентом на титул ильхана. Вплоть до своей смерти, Хусейн усиленно боролся с движением сербедаров, укрепившихся в Себзеваре. Сербедары объявили Тука-Тимура своим врагом и вторглись в земли Куртов как его союзников. В последовавшей битве при Заве 18 июля 1342 года сербедары первоначально получили преимущество, но разобщенность в их армии в итоге подарила победу Куртам. Затем Хусейн предпринял несколько успешных походов против чагатаев на северо-востоке. В это время он принял на службу совсем молодого Тамерлана. В 1349 году, ещё при жизни Тука-Тимура, Хусейн прекратил уплату ему дани и стал править как независимый султан. Убийство Тука-Тимура в 1353 году сербедарами сняло потенциальную угрозу для Куртов с его стороны. Однако, в около 1358 году, чагатайский эмир Казаган вторгся в Хорасан и разграбил Герат. По возвращении домой Казаган был убит, что позволило Хусейну восстановить свою власть. Ещё один поход сербедаров против Хусейна в 1362 году был прерван из-за конфликтов среди сербедарских полководцев. Вскоре после этого Хусейн приютил шиитских дервишей, бежавших от правителя сербедаров Али Муайяда, который казнил их предводителя во время прерванного похода. Одновременно осложнились отношения с Тамерланом, когда войско Куртов вторглось на его земли. После смерти Хусейна, в 1370 году его сын Гийас ад-Дин Пир-Али унаследовал большую часть земель отца, кроме города Серахс и части Кухистана, отошедших сводному брату Гийаса, малику Мухаммаду ибн Муизз-ад-Дину.

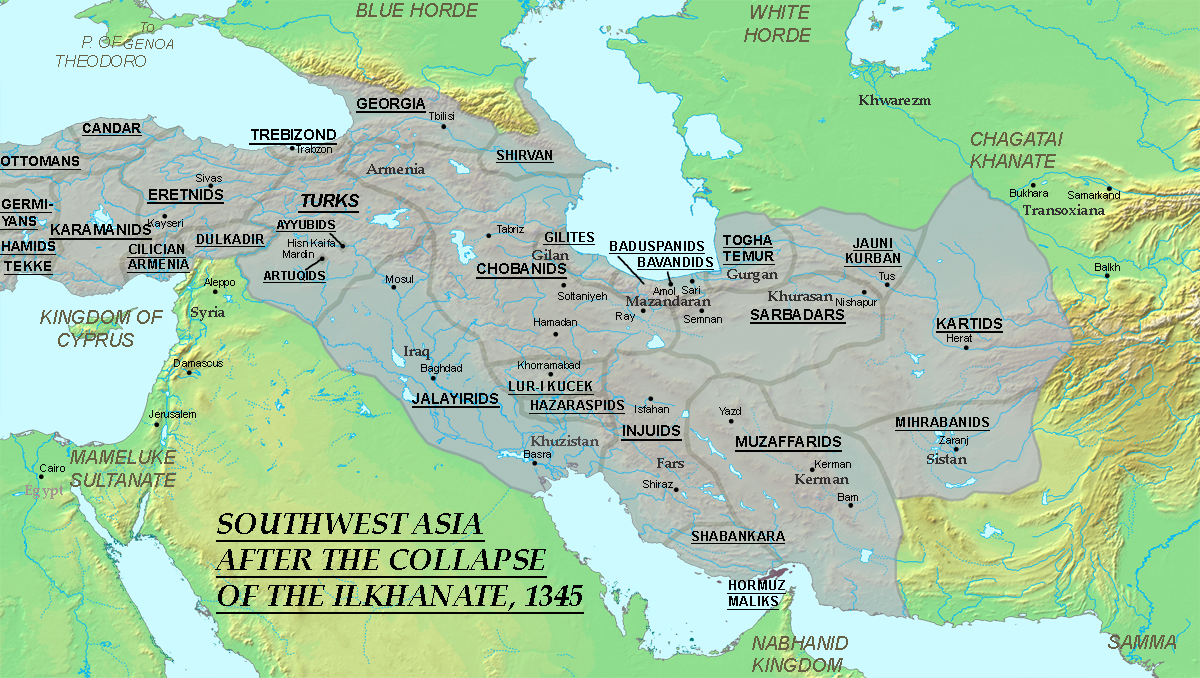
Юго-Западная Азия и Хорасан после развала государства Ильханидов (Хулагуидов)

## Вассалы Тимуридов
Гийас ад-Дин Пир-Али, внук Тука-Тимура, через свою мать Хатун, пытался дестабилизировать государство Сарбедаров, призывая дервишей на своих землях выступить против сербедаров. В ответ Али Муайяд вступил в сговор с маликом Мухаммадом. Когда Гийас попытался усмирить сводного брата, Али Муайяд выступил во главе армии и вынудил правителя Куртов прервать поход. Вскоре, сербедары вступили в период внутренних неурядиц, чем Гийас не преминул воспользоваться и захватил Нишапур (1376 год). Одновременно и Гийас, и малик Мухаммад пытались склонить на свою сторону Тамерлана: первый послал к нему посольство, а второй лично просил у Тамерлана убежища, когда был изгнан в Серахс. Тамерлан в итоге поддержал Гийаса и предложил брак между его племянницей Севиндж Кутлуг Ага и сыном Гийаса, Пир-Мухаммадом. Свадьба состоялась в Самарканде около 1376 года. Позже Тамерлан пригласил Гийаса на совет, но тот уклонился от визита под предлогом подавления шиитского восстания в Нишапуре. Тогда Тамерлан решил вторгнуться в земли Картидов. Вторжение поддержали многие видные жители Хорасана: так, бывший визирь Муин ад-Дин Джами отправил Тамерлану письмо с приглашением, а шейхи Джама убедили влиятельных сановников приветствовать Тамерлана на его пути в Герат. В апреле 1381 года армия Тамерлана подошла к городу. Горожане были деморализованы, кроме того, им было известно о его обещании пощадить всех, кто не выступит против него с оружием в руках. Город пал, его укрепления были разрушены, богословы и ученые были отправлены в земли Тимура, горожан обложили высоким налогом, а Гийас ад-Дин и его сын были отправлены пленниками в Самарканд. Гийас ад-Дин был вассалом Тамерлана, пока не поддержал восстания гератцев в 1382 году. Гийас и его сын Пир-Мухаммад с родственниками были казнены около 1383 года, а сын Тамерлана Миран-шах подавил восстание. В том же году он подавил новое восстание во главе с шейхом Даудом Хитатаем в Исфизаре. Оставшиеся члены династии Куртов были убиты в 1396 году на пиру у Миран-шаха. Так династия Куртов пресеклась, став жертвой расширения империи Тамерлана.

## Правители
| Титул | Личное имя                               | Годы правления  |  |
| --- | ---------------------------------------- | --------------- |  |
| Маликملک ‎ | Тадж ад-Дин Осман Маргини                | 12-век          |  |
| Визирьالوزير Маликملک ‎ | Изз ад-Дин Омар Маргини                  | 12-век — 13-век |  |
| Маликملک ‎ | Рукн ад-Дин I Абу Бакр                   | ?—1245          |  |
| Эмирأمير | Шамс ад-Дин Мухаммад I ибн Абу Бакр      | 1245—1277       |  |
| Малик ملک ‎ | Рукн ад-Дин ибн Шамс ад-Дин Мухаммад     | 1277—1295       |  |
| Малик ملک ‎ | Фахр ад-Дин ибн Рукн ад-Дин              | 1295—1308       |  |
| Малик ملک ‎ | Гийас ад-Дин ибн Рукн ад-Дин             | 1308—1329       |  |
| Малик ملک ‎ | Шамс ад-Дин Мухаммад II ибн Гийас ад-Дин | 1329—1330       |  |
| Малик ملک ‎ | Хафиз ибн Гийас ад-Дин                   | 1330—1332       |  |
| Малик ملک ‎ Султан سلطان‎ | Муизз ад-Дин Хусейн ибн Гийас ад-Дин     | 1332—1370       |  |
| Малик ملک ‎ Султан سلطان‎ | Гийас ад-Дин Пир-Али                     | 1370—1389       |  |
| Завоевание Хорасана и Афганистана Тамерланом. - Жёлтым цветом обозначены правители под властью Гуридов, - оранжевым — правители под властью Хулагуидов, - серым — правители периода независимости, - розовым — правители под властью Тимуридов. |                                          |                 |  |